# San José del Palmar
San José del Palmar est une municipalité située dans le département de Chocó, en Colombie.